# Weseler TV
Der Weseler Turnverein von 1860 e. V. ist ein Sportverein aus Wesel am Niederrhein. Der Verein wurde am 24. Mai 1860 gegründet und hat rund 1.900 Mitglieder (Stand 2010).

## Abteilungen

### Leichtathletik
In den späten 1950er Jahren waren mit Ludwig Müller und Roland Watschke zur selben Zeit zwei bundesweit erfolgreiche Laufsportler beim Weseler TV aktiv. Früher war die Abteilung im nahe der Weseler Zitadelle und der Lippemündung gelegenen Lippestadion ansässig. Mit seiner Fertigstellung im Jahr 1990 wurde das am Auesee gelegene Auestadion zur Trainingsstätte der Leichtathleten des WTV. Es ist ein Landesleistungsstützpunkt für Leichtathletik und umfasst eine Kunststoffbahn, Kunststoff-Mehrzweckfelder für Weitsprung, Hochsprung und Stabhochsprung sowie einen Wurfplatz mit mehreren Anlagen für verschiedene Disziplinen. Seit 2005 befindet sich auf dem Gelände zudem eine Leichtathletikhalle für das Wintertraining. Die Leichtathletik-Abteilung des Weseler TV richtet verschiedene Wettbewerbe auf Kreis-, Landes- und Bundesebene aus.

### Handball
Die ursprünglich eigenständige Handballabteilung gehört seit dem 1. April 2001 der Handballspielgemeinschaft Wesel (kurz HSG Wesel) an. Die HSG entstand als Zusammenschluss der Handballmannschaften des Weseler TV und des Weseler SV. Sämtliche Damen-, Herren- und Jugendmannschaften sind Teil der HSG geworden. Die erste Herrenmannschaft qualifizierte sich 2016 für die Oberliga Niederrhein.

### Turnen
Die Turnabteilung des Vereins untergliedert sich in eine Wettkampf- und in eine Breitensportgruppe. Jeweils einmal im Sommer und im Winter richtet die Abteilung einen eigenen Wettkampf aus. Für das Training werden mehrere Hallen in der Weseler Innenstadt, der Feldmark, Obrighoven und Schepersfeld genutzt.

### Basketball
Bei der Basketballabteilung des WTV handelt es sich um den einzigen Basketballverein in Wesel. Die Abteilung wurde 1972 gegründet und hat rund 140 Mitglieder und umfasst Herren- sowie Jugendmannschaften. Die Herren spielten bis zur Oberliga, in den letzten Jahren pendelte die erste Herrenmannschaft zwischen Bezirks- und 1. Kreisliga. Auf Kreisebene gab es in den 1980er und 1990er Jahren nur wenige Erfolge, der erste war der Kreistitel der (nicht mehr existenten) Damenmannschaft 1983. Nach langer Durststrecke zu Beginn des neuen Jahrhunderts wurde die Jugendarbeit konsequent von der U10 her aufgebaut. Bis auf die U16 gewannen so alle Jugendmannschaften zwischen 2011 und 2017 insgesamt 5 Kreismeisterschaften und 4 Kreispokale. Das Training findet in verschiedenen Hallen in der Innenstadt, der Feldmark und in Obrighoven statt.

### Flag Football
Die Wesel Jesters sind die Flag-Football-Abteilung des Weseler Turnvereins. Die Mannschaft wurde im Jahr 2018 gegründet und trug zunächst den Namen Rhine Flags. Die Wesel Jesters nehmen regelmäßig an regionalen und überregionalen Turnieren teil. Aktuell spielen die Wesel Jesters in der Regionalliga West, der DFFL2. Im Juli 2024 fand zum dritten Mal das Heimturnier „Donkey Bowl“ statt.
Flagfootball ist eine Variante des American Footballs, bei der die Spieler anstelle von Tackles die Flaggen des Gegners ziehen müssen, um ihn zu stoppen. Diese kontaktlose Form des Footballs erfordert Geschwindigkeit, Wendigkeit und taktisches Geschick.

### Weitere Abteilungen
Die Tischtennis-Abteilung des WTV umfasst einige Herren- und Jugendmannschaften. Stand 2016 gehörten hatte die Volleyball-Abteilung zwei Damenmannschaften, zusätzlich gab es eine Mädchenmannschaft. Am 23. November 2011 wurde die Triathlon-Abteilung des Weseler TV gegründet. Die Gesundheitsabteilung des Weseler TV wurde in Zusammenarbeit mit dem Marien-Hospital Wesel geschaffen. In dieser Abteilung wird unter ärztlicher Betreuung Sport zur Behandlung bestimmter Krankheitsbilder genutzt. Des Weiteren verfügt der Weseler TV über eine Golfabteilung.

### Aufgelöste Abteilungen
Zu Beginn der 1950er Jahre etablierte sich Badminton in Wesel als Sportart. Ab 1955 hatte der WTV eine beim Landesverband gemeldete Badmintonabteilung. Diese Abteilung wurde 1958 wieder aufgelöst. Der auf das Jahr 1957 zurückgehende BV Wesel Rot-Weiss konnte sich als Badmintonverein der Stadt etablieren und trat zeitweise sogar in der 1. Bundesliga an.
Die Schwimmabteilung des Weseler Turnvereins ging 1920 im Weseler Schwimmverein auf.

## Bekannte Vereinsmitglieder
- Ludwig Müller (1932–2022), während seiner Zeit beim WTV deutscher Meister in mehreren Langstreckenlauf-Distanzen, wurde als „Held von Augsburg“ bekannt
- Roland Watschke (* 1934), wurde als WTV-Mitglied bei den deutschen Leichtathletik-Meisterschaften Dritter über 5000 Meter
- Wolfgang Ritte (* 1953), erfolgreicher Stabhochspringer und Zehnkämpfer, gehörte zeitweise dem WTV an
- Michael Möllenbeck (1969–2022), in seiner Jugend beim WTV aktiv
- Frederike Koleiski (* 1987), in ihrer Jugend beim WTV aktiv
- Torsten Sanders (* 1994), in seiner Jugend beim WTV aktiv